# Псахна
Псахна́ (греч. Ψαχνά) — малый город в Греции, на западном побережье острова Эвбея. Административный центр общины Дирфис-Месапия в периферийной единице Эвбея в периферии Центральная Греция. Расположен на высоте 26 м над уровнем моря. Население 5827 человек по переписи 2011 года.

## Сообщество
Сообщество Псахна (Κοινότητα Ψαχνών) создано в 1912 году (ΦΕΚ 245Α). В сообщество входит село Макримали и три монастыря: Иоанна Кущника, Панагия-Макримали и Панагия-Горгоэпикоос. Население 6050 человек по переписи 2011 года. Площадь 55,421 км².
| Населённый пункт               | Население (2011), человек |
| ------------------------------ | ------------------------- |
| Макримали                      | 219                       |
| Монастырь Иоанна Кущника       | 0                         |
| Монастырь Панагия-Горгоэпикоос | 2                         |
| Монастырь Панагия-Макримали    | 2                         |
| Псахна                         | 5827                      |

## Население
| Год  | Население, человек |
| ---- | ------------------ |
| 1991 | 5674               |
| 2001 | 5739               |
| 2011 | ↘ 5827             |